# Love (Cirque du Soleil)

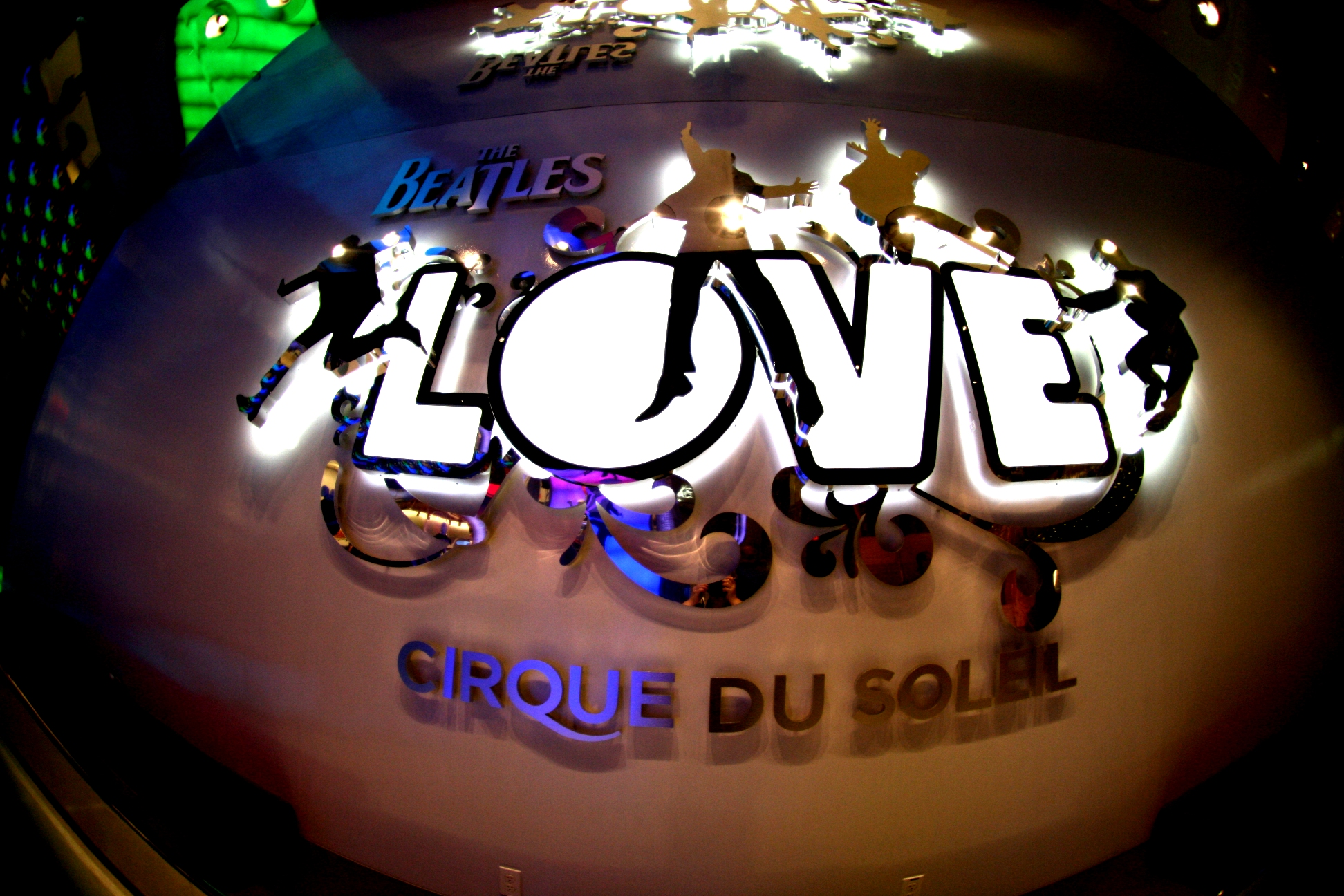
Love do Cirque de Soleil

LOVE é um espetáculo do Cirque du Soleil que tem a trilha sonora de músicas dos Beatles. As canções foram remixadas e resmasterizadas pelo produtor George Martin, conhecido como o quinto Beatle, e seu filho Giles. 

## História do projeto
Amantes de corridas de carros, George Harrison e Guy Laliberté, fundador e dono do Cirque du Soleil, tornaram-se grande amigos. George, então, planejava um espetáculo em parceria com o grupo de artes circenses. Com a sua morte em novembro de 2001 o projeto foi suspenso temporariamente. Mais tarde, após amplas negociações entre as partes envolvidas, Guy Laliberté  entregou a missão de criar um espetáculo baseado nas músicas dos Beatles a um de seus diretores e coreógrafos, Dominic Champagne. O show teria por nome “The Beatles : Love”. Restava criar a trilha sonora, com as músicas do quarteto. A escolha para a missão recaiu em George Martin, que havia trabalhado como produtor dos Beatles na maior parte de suas criações. Para montar essa mistura sonora, George Martin chamou o seu filho Giles Martin para auxilia-lo na tarefa.
Com oitenta anos de idade, o produtor George Martin declarou que só agora sente que sua missão foi cumprida, dizendo que vai se aposentar "precocemente".
The Beatles LOVE' foi aprovado com entusiasmo por Paul McCartney e Ringo Starr, únicos integrantes vivos do quarteto de Liverpool, além de Yoko Ono e Olivia Harrison, herdeiras dos dois membros falecidos (John Lennon e George Harrison).

## A produção
O produtor executivo do show é Neil Aspinall,  presidente da Apple Corps Ltd. Dominic Champagne divide os créditos de criação e concepção  do show com  Gilles Ste-Croix (fundador do Cirque du Soleil). Os diretores de criação são  Gilles Ste-Croix  e Chantal Tremblay.

## O show
O show estreou em Las Vegas, na casa de espetáculos do hotel Mirage, em  30 de junho de 2006. Nele estavam presentes Paul McCartney, Ringo Starr, Yoko Ono, Cynthia Lennon, Julian Lennon, Olivia Harrison, Dhani Harrison e  George Martin. Foi o maior encontro da família Beatles desde o fim do grupo. Desde então ele está em cartaz, sempre com a casa cheia.

## As canções
As canções, que abrangem diferentes fases do quarteto, foram extraídas de várias fitas masters dos Beatles. Entre os sucessos escolhidos estão All You Need Is Love, I Want To Hold Your Hand, Help, Lucy In The Sky With Diamonds e Come Together.
Para a produção do álbum (que foi lançado também em áudio DVD, com sistema de som Dolby Digital 5.1) foram utilizadas as mais avançadas tecnologias, com técnicas de colagens e sobreposição, "fundindo" diversos trechos de algumas das músicas do quarteto, que resultaram em uma sonoridade diferente, recriando-as.
Todas as faixas foram compostas por John Lennon e Paul McCartney, exceto as indicadas.
1. Because – 2:44
2. Get Back – 2:05
3. Glass Onion – 1:20
4. Eleanor Rigby
Julia (transição) – 3:05
5. I Am the Walrus – 4:28
6. I Want to Hold Your Hand – 1:26
7. Drive My Car / The Word / What You're Doing – 1:54
8. Gnik Nus – 0:55
9. Something (George Harrison)
Blue Jay Way (transição) – 3:29
10. Being for the Benefit of Mr. Kite! / I Want You (She's So Heavy) / Helter Skelter – 3:22
11. Help! – 2:18
12. Blackbird / Yesterday – 2:31
13. Strawberry Fields Forever – 4:31
14. Within You Without You / Tomorrow Never Knows (Harrison, Lennon & McCartney) – 3:07
15. Lucy in the Sky with Diamonds – 4:10
16. Octopus's Garden (Ringo Starr) – 3:18
17. Lady Madonna – 2:56
18. Here Comes the Sun (Harrison)
The Inner Light (transição) – 4:18
19. Come Together / Dear Prudence
Cry Baby Cry (transição) – 4:45
20. Revolution – 2:14 ( na versão CD) / 3:23 ( na versão DVD)
21. Back in the USSR – 1:54 (na versão CD) / 2:34 (na versão DVD)
22. While My Guitar Gently Weeps (Harrison) – 3:46
23. A Day in the Life – 5:08
24. Hey Jude – 3:58
25. Sgt. Pepper's Lonely Hearts Club Band (Reprise) – 1:22
26. All You Need Is Love – 3:38

Retrieved from "http://www.cirquetribune.com/wiki/index.php?title=Love_%282006%29"

## Atos
- Korean Rope
- Russian Swing
- Rope Cortotion
- Bungee
- Trampoline
- Latex Rope
- Skater
- Spanish Webs
- Free Runing